# Surya Siddhanta
Le Surya Siddhanta est un traité d’astronomie traditionnel indien, vieux de plus de 1 500 ans et attribué au Mahamuni Mayan. Il forme la base des calendriers hindou et bouddhiste. Les mathématiciens et astronomes postérieurs comme Aryabhata et Varahamihira y firent souvent référence : ainsi dans son ouvrage Pancha siddhantika, Varahamihira l’oppose à quatre autres traités : il s'agit, outre les Paitamaha Siddhantas (plus ou moins identiques au « classique » Védanga Jyotisha), des siddhantas Paulisha et Romaka (directement inspirés par l'astronomie hellénistique) et du Vasishta Siddhanta.
L'ouvrage intitulé Surya Siddhanta a été constamment remanié. Il est possible qu'il ait existé un ouvrage portant ce titre dès l'Empire Maurya (IIIe siècle av. J.-C.). La version traduite en anglais par Burgess (1858) remonte seulement au Moyen Âge : or Utpala, un commentateur de Varahamihira du Xe siècle, cite six shlokas du Surya Siddhanta, que l'on ne retrouve pas dans l'édition moderne. Pourtant, selon divers chercheurs, cette édition moderne peut valablement être considérée comme une version évoluée du texte que Varahamihira connaissait. Le présent article se rapporte à la version traduite et éditée par Burgess. Concernant les indices dont nous disposons quant au texte de la période Gupta, cf. le Pancha-Siddhantika. Cette édition du traité comporte des règles permettant d'assigner aux astres des mouvements conformes à leur position dans le ciel. Elle fournit les positions de plusieurs étoiles différentes des nakshatras lunaires et aborde même le calcul des éclipse de soleil.

## Astronomie
La table des matières de l'ouvrage se présente comme suit :
1. Les trajectoires des planètes
2. La position des planètes
3. Sur la direction, le lieu et le temps
4. La Lune et ses éclipses
5. Le Soleil et ses éclipses
6. Sur la prédiction des éclipses
7. Les conjonctions planétaires
8. Sur les étoiles
9. Les levers et les couchers des astres
10. Le lever et le coucher de la Lune
11. Certains aspects maléfiques du Soleil et de la Lune
12. Cosmogonie, Géographie et dimensions de la Création
13. De la sphère armillaire et autres instruments (clepsydre, gnomon, etc.)
14. Du mouvement des cieux et des affaires des hommes

On trouve des méthodes précises pour calculer l'ombre portée par un gnomon dans le chapitre 3.

### Cycles astronomiques

Les cycles astronomiques hindous sont définis dans le Surya Siddhanta.

Les cycles astronomiques mentionnés dans cet ouvrage sont d’une précision remarquable pour l’époque. Ces cycles, repris d'un livre plus ancien, sont décrits dans les versets 11–23 du premier chapitre :
11. Ce qui est marqué par des respirations (prana) est qualifié de réel... Six respirations rythment un vinadi, soixante <vinadi> font un nadi;
12. Et soixante nadis font un jour et une nuit. Puis de trente de ces jours un mois est composé ; le mois civil (savana) comprend autant de levers du jour ;
13. Le mois lunaire comprend autant de jours lunaires (tithi); le mois solaire (saura) est marqué par l’entrée du Soleil dans un signe du zodiaque ; douze mois font une année, qu'on appelle « journée des dieux ».
14. Le jour et la nuit des dieux sont inverses de ceux des démons. Six fois soixante de ces jours forment l'année des dieux, et de même l'année des démons.
15. Douze mille de ces années divines s'appelle un tchaturyuga ; de dix mille fois quatre cent trente-deux années solaires
16. le tchaturyuga est formé, avec son aube et son crépuscule. La différence entre le krtayuga et les autres yugas se compte par le nombre de pieds de Vertu que l'on trouve en chacun d'eux, comme il suit :
17. Le dixième d'un tchaturyuga multiplié successivement par quatre, trois, deux et un, donne la durée d'un krta et pour les autres yugas : le sixième de chaque donne la durée de leur aube et de leur crépuscule.
18. soixante-et-onze tchaturyuga font un manou ; il se termine par un crépuscule qui compte le même nombre d'années qu'un krtayuga, et qui est un déluge.
19. Dans un kalpa on dénombre quatorze manous avec leur crépuscule ; au début d'un kalpa il y a le quinzième d'une aube, dont la durée est celle d’un krtayuga.
20. Le kalpa, formé, donc, de mille tchaturyugas, et qui entraîne la destruction de tout ce qui existe, est le jour d'un Brahma ; sa nuit est de même durée.
21. Son plus grand âge <de l’univers> est de cent, selon cette durée du jour et de la nuit. La moitié de sa vie s'est déjà écoulée ; du temps qui reste, nous sommes dans le premier kalpa.
22. Et du présent kalpa, six manous sont déjà échus, avec leurs crépuscules respectifs ; et du Manou fils de Vivasvant, vingt-sept tchaturyugas sont échus ;
23. Du présent tchaturyuga, le vingt-huitième, ce krtayuga est échu....
Ces cycles astronomiques, converties en termes modernes, donnent les valeurs suivantes :
- La durée moyenne de l'année tropique compte 365,2421756 jours, ce qui n'est inférieur à la valeur admise aujourd'hui (J2000 = 365,2421904 jours), que de 1,4 seconde. Cette estimation est restée la plus précise approximation de la durée de l'année tropique, toutes civilisations confondues, pendant au moins six siècles, jusqu'à ce que le mathématicien musulman Omar Khayyam en donne une meilleure approximation ; elle est même plus précise que celle du calendrier grégorien toujours largement utilisé de par le monde, qui donne pour la durée moyenne d'une année 365,2425 jours.

- La durée moyenne d'une année sidérale, c'est-à-dire la durée moyenne de la période de révolution de la Terre autour du Soleil, serait selon le Surya Siddhanta de 365,2563627 jours, ce qui est pratiquement la même valeur que celle admise aujourd'hui (J2000 = 365,25636305 jours). Cette estimation est restée la plus précise approximation de la durée de l'année sidérale pendant mille ans.

Toutefois la valeur astronomique donnée par le Surya Siddhanta pour l'année sidérale vraie (365,258756 jours) n'est pas précise : elle est inférieure à la valeur actuelle de 3 minutes 27 secondes. Cela vient de ce que le texte sanskrit utilise pour les calculs d'astronomie une méthode différente des cycles hindous cosmologiques empruntés à des sources plus anciennes, probablement parce que l'auteur ne savait pas calculer les durées composées de cycles. L’auteur leur a substitué une période de révolution moyenne du Soleil et une période de précession constante inférieure à celle des cycles du calendrier cosmologique hindou.

### Les diamètres planétaires
Le Surya Siddhanta fournit la valeur des diamètres des cinq planètes connues à l'époque. Ainsi il donne pour le diamètre de Mercure la valeur 4 841 km, à comparer à la valeur admise aujourd'hui (4 880 km). Pour le diamètre de Saturne, il donne 118 900 km, qui là aussi approche à moins de 1 % près la valeur aujourd'hui reçue (120 000 km). Pour le diamètre de Mars, on y trouve proposée la valeur de 6070 km, qui ne diffère de la valeur aujourd'hui reçue (6 788 km) que de 11 %. Pour le diamètre de Vénus, il donne 6 455 km et pour celui de Jupiter, 66 987 km, soit à peu près la moitié des valeurs connues actuellement, 12 107 km et 142 830 km respectivement.

## Trigonométrie
Le Surya Siddhanta recourt à des rapports de longueur que l'on retrouve dans la trigonométrie à la Renaissance.

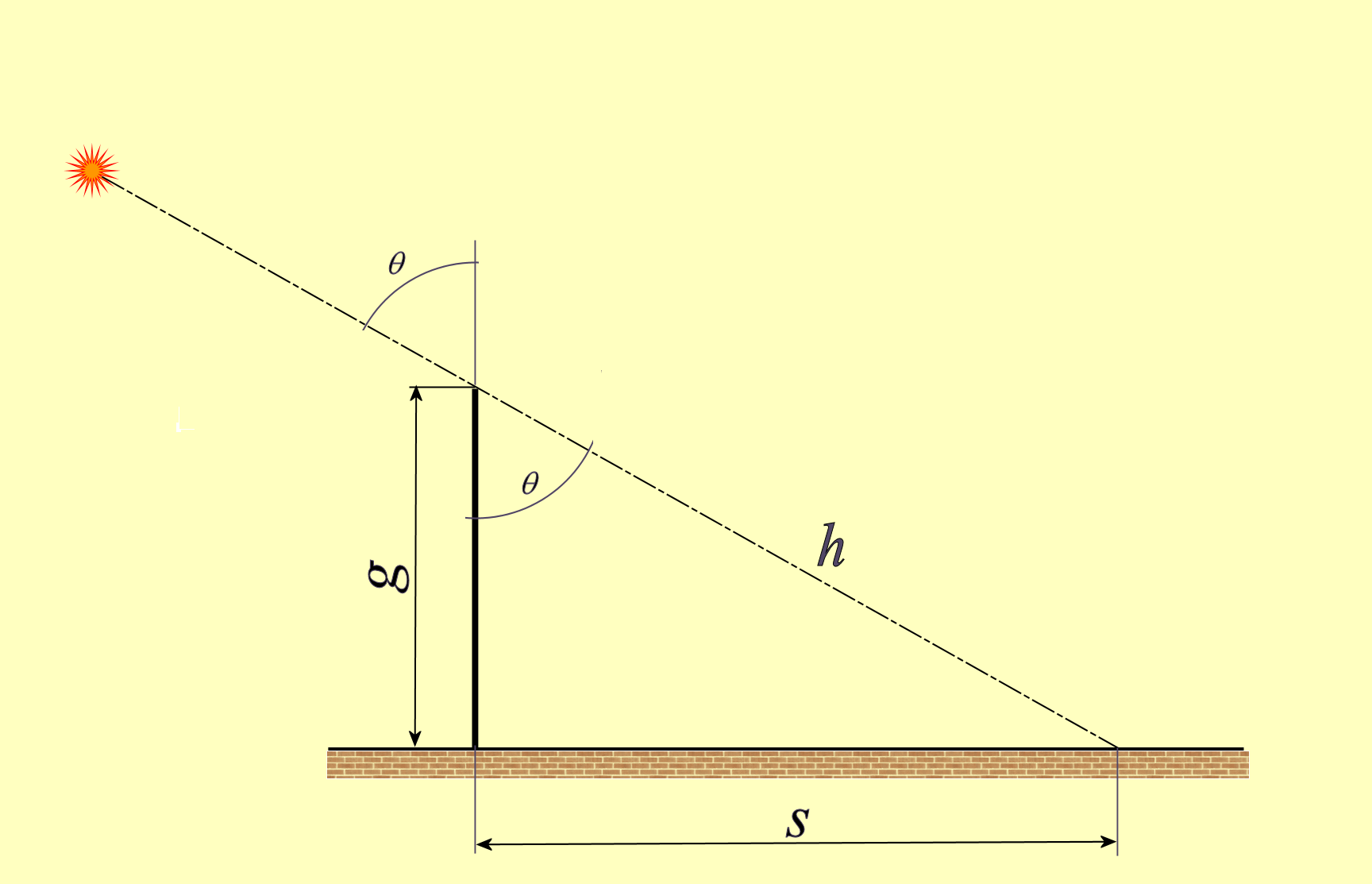
Le gnomon permet de prendre la hauteur du Soleil ou ici son complément, la distance zénithale θ déterminée par la longueur de son ombre.

Ainsi le sinus d'un angle  (appelé jya), son cosinus (kojya) et son sinus verse (otkram jya) ; on y trouve aussi (versets 21–22 du 3e chapitre), à propos de l'ombre portée par un gnomon sur le sol, la première utilisation de ce qu'on appelle aujourd'hui la tangente et la sécante d'un angle :
« Cherchez le jya (sinus) et le kojya (cosinus) de la distance zénithale de la méridienne solaire. Si le jya et le rayon sont multipliés, l'un par la taille du gnomon en chiffres, l'autre divisée par le kojya, on obtient l'ombre portée et l’hypoténuse à midi. »
En notation algébrique moderne, l'ombre portée par le gnomon à midi, s, est donc calculée selon :
{\displaystyle s={\frac {g\sin \theta }{\cos \theta }}=g\tan \theta }
et l’hypoténuse h du gnomon à midi est calculée comme 
{\displaystyle h={\frac {gr}{\cos \theta }}=gr{\frac {1}{\cos \theta }}=gr\sec \theta }
où {\displaystyle \ g} est la taille du gnomon, {\displaystyle \ r} son rayon, {\displaystyle \ s} est l'ombre du gnomon et {\displaystyle \ h} est l'hypoténuse du gnomon.

## Application au calendrier

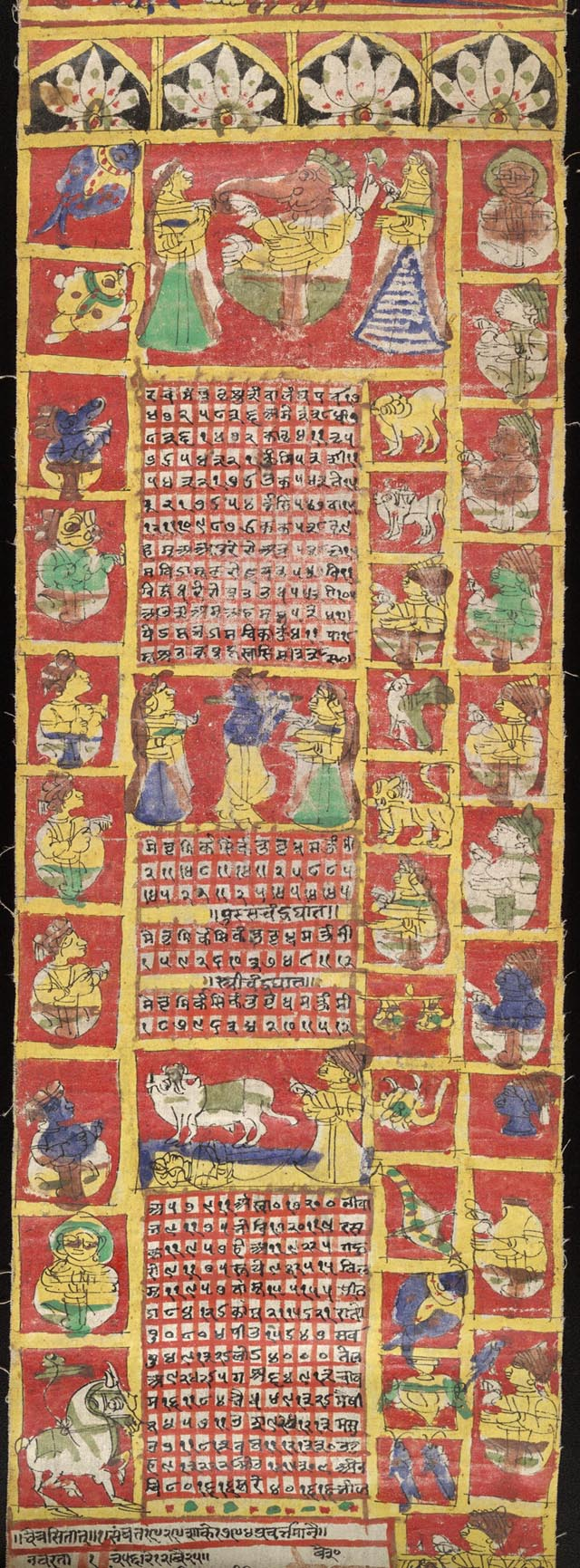
Almanach hindou pour l'année 1871-1872.

Dans les différentes régions de l’Inde, on utilise largement les calendriers solaires et luni-solaires indiens avec leurs variantes locales. Ils servent à déterminer la date des fêtes mobiles, de divers rites et de certaines conjonctions astronomiques. Ces calendriers solaires et luni-solaires indiens s'inspirent d'approximations assez précises des heures d'entrée du Soleil dans les rasis successifs.
Les faiseurs d’almanach conservateurs continuent d'utiliser les formules et équations du Surya Siddhanta pour confectionner leurs ouvrages, appelés panchang. Ces panchangs sont des publications annuelles diffusées dans toutes les régions et toutes les langues de l’Inde ; comme leurs homologues occidentaux, ils comportent toutes les dates des événements religieux, culturels et astronomiques de l'année en cours. Ils exercent une grande influence sur la vie religieuse et sociale des peuples de l'Inde, et on en trouve un exemplaire dans la plupart des foyers hindous.

## Éditions
Muhammad al-Fazari avait compilé dans son Grand Sindhind  diverses œuvres en sanskrit, notamment le Surya Siddhanta et le Brahmasphutasiddhanta de Brahmagupta. Platon de Tibur le traduisit en latin en 1126.
- Ebenezer Burgess, « Translation of the Sûrya-Siddhânta: A Text-book of Hindu Astronomy », Journal of the American Oriental Society, no 6,‎ 1860, p. 141–498 (lire en ligne).
- Surya Siddhanta सूर्यसिद्धान्त : scans PDF de diverses éditions (en anglais et en sanskrit), avec et sans les gloses en sansksrit…
- Ebenezer Burgess, Surya-Siddhanta : A Text Book of Hindu Astronomy, Kessinger Publishing, 1858 (lire en ligne)
- Sûrya-Siddhânta: A Text-book of Hindu Astronomy by Ebenezer Burgess, Phanindralal Gangooly
- Surya Siddhanta texte en sanskrit transcrit en écriture devanagari.